# Zouatta
Zouatta  est une localité de l'ouest de la Côte d'Ivoire et appartenant au département de facobly, dans la region du Guemon. La localité de Zouatta est un chef-lieu de commune.